# Kim Heiselberg
Kim Heiselberg (født 21. september 1977 i Tarm) er en dansk svineproducent og tidligere fodboldspiller (midtbanespiller).
Heiselberg blev i 1997, som 18-årig, solgt fra Esbjerg fB til den engelske storklub Sunderland A.F.C. for en overgangssum på 125.000 GBP eller 1,5 millioner DKK, men spilletiden udeblev. Han endte hos Swindon Town, under ledelse af Colin Todd. Fem år efter han rejste til England, indstillede han fodboldkarrieren på eliteniveau. Han nåede som aktiv fodboldspiller 26 kampe for Esbjerg fBs førstehold og 34 ungdomslandskampe for Danmark, hvor han var med til at spille U16-EM-finale 1994, mens Premier League-debuten udeblev.
Heiselberg vendte efter fodboldkarrieren hjem til Danmark og barndommens rammer på landet, hvor han startede en karriere som svinebonde. Han overtog siden forældrenes Hedegaard i Lyne ved byen Tarm, hvor han 2019 havde 10 ansatte, 1.800 søer og årligt sælger 60.000 grise til eksport.
Heiselberg tiltrådte formandsposten i Danske Svineproducenter 2019 efter at siddet et år i bestyrelsen.
Kim Heiselberg er gift med Lene Heiselberg som er sportslig koordinator hos fodboldklubben FC Midtjylland.